# Apanteles ononidis
Apanteles ononidis är en stekelart som beskrevs av Marshall 1889. Apanteles ononidis ingår i släktet Apanteles och familjen bracksteklar. Inga underarter finns listade i Catalogue of Life.